# Tipula yanoana
Tipula yanoana är en tvåvingeart som beskrevs av Alexander 1953. Tipula yanoana ingår i släktet Tipula och familjen storharkrankar. Inga underarter finns listade i Catalogue of Life.